# Mittal Steel Company
Mittal Steel Company fue una empresa siderúrgica, considerada en su momento una de las mayores productoras de acero a nivel mundial. Tenía su sede central en los Países Bajos. 
El magnate indio Lakshmi Mittal llegó a poseer el 43,3% de la compañía.

## Mittal-Steel Company
Mittal-Steel es la unión de muchas acereras, el modelo único de Mittal Steel ha ayudado siempre a la compañía a crear negocios rentables en países no considerados como lugares importantes de inversión. Mittal Steel compra empresas del acero en mala situación o quiebra para, posteriormente, reconvertirlas reduciendo costes y llevando a cabo despidos. De este modo, construye empresas más sólidas y competitivas. En abril de 2005 Mittal Steel adquirió la estadounidense International Steel Group (ISG), por 4500 millones de dólares.
A finales de octubre de 2005, Mittal Steel adquirió la siderúrgica ucraniana Kryvorizhstal por 4.800 millones de dólares, después de una controvertida venta anterior por un menor precio en la que estaba implicado el yerno del expresidente Leonid Kuchma y que fue rechazada por el nuevo gobierno del Presidente Víktor Yúshchenko.
Mittal Steel Company da empleo a 170.000 personas, con una producción de 70 millones de toneladas, con unas ventas calculadas de 27 000 millones y presencia en 18 países.

## Arcelor
Arcelor es la segunda acerera mundial surgida de las tres siderúrgicas más antiguas de Europa: la española Aceralia, la luxemburguesa Arbed y la francesa Usinor, principal productor europeo y cuenta con una fuerte presencia en América del Sur y en México, donde es líder. Tiene 100.000 empleados, producción de 46 millones de toneladas, ventas por 33.000 millones de euros y presencia en 60 países. La característica más importante de esta antigua acería era su alta calidad de acero, objetivo por el cual Mittal deseó en una ardua campaña su adquisición.

### Plantas
Llegó a contar con plantas de producción en:
España
- Olaberría
- Vergara
- Zumárraga
- Madrid
- Lesaca
- Gijón
- Avilés
- Zaragoza
- Sestao
- Echévarri
- Sagunto

Francia
Bélgica
Luxemburgo
México
- Ciudad Lázaro Cárdenas

Argentina
- Acindar, Villa Constitución

## Arcelor-Mittal
Después de haber subido el precio de su primera oferta un 45%, finalmente y después de muchas ofertas, Mittal Steel logró hacerse con Arcelor mediante una OPA por 30 000 millones US$.
El resultado de esta larga y costosa operación es Arcelor-Mittal, un nuevo coloso siderúrgico que cuadruplica la producción del segundo acerero mundial (Nippon Steel), producirá 116 millones de toneladas anuales de acero, para un volumen de negocio de 60.000 millones de euros y beneficio neto de 7000 millones de euros con una plantilla de 270.000 trabajadores y el diez por ciento del mercado mundial.